# Andreas Ostler
Andreas Benedikt Ostler (ur. 21 stycznia 1921 w Grainau, zm. 24 listopada 1988 w Garmisch-Partenkirchen) – niemiecki (RFN) bobsleista reprezentujący klub SC Reisserce.

## Mistrzostwa świata
W 1951 roku na mistrzostwach świata w L’Alpe d’Huez zdobył złoty medal w dwójkach i czwórkach. W 1953 roku na mistrzostwach świata w Garmisch-Partenkirchen zdobył srebrny medal w dwójkach i czwórkach.

## Igrzyska olimpijskie
W 1952 roku na igrzyskach olimpijskich w Oslo zdobył mistrzostwo olimpijskie i złoty medal w dwójkach i czwórkach. W 1956 roku był chorążym ekipy niemieckiej podczas ceremonii otwarcia zimowych igrzysk olimpijskich w Cortinie d’Ampezzo.